# Mohamed Ali Yaakoubi
Mohamed Ali Yaakoubi (arabe : محمد علي اليعقوبي), né le 5 octobre 1990 à Kairouan, est un footballeur international tunisien évoluant au poste de défenseur central à la Jeunesse sportive kairouanaise.

## Biographie
Il s'engage le 31 janvier 2018 en faveur du club de Ligue 2 de l'US Quevilly Rouen Métropole.

## Clubs
- mars 2009-juillet 2011 : Jeunesse sportive kairouanaise (Tunisie)
- juillet 2011-juillet 2014 : Club africain (Tunisie)
- juillet 2014-juillet 2016 : Espérance sportive de Tunis (Tunisie)
- juillet 2016-juillet 2017 : Çaykur Rizespor (Turquie)
- juillet 2017-janvier 2018 : Al-Fateh SC (Arabie saoudite)
- janvier-juin 2018 : US Quevilly Rouen Métropole (France)
- août 2018-juillet 2023 : Espérance sportive de Tunis (Tunisie)
- septembre 2023-juillet 2025 : Avenir sportif de La Marsa (Tunisie)
- depuis juillet 2025 : Jeunesse sportive kairouanaise (Tunisie)

## Palmarès
- Ligue des champions de la CAF (2) : 2018 et 2019
- Championnat de Tunisie (4) : 2019, 2020, 2021 et 2022
- Supercoupe de Tunisie (3) : 2019, 2020 et 2021